# Дарья (мультсериал)
«Дарья» (англ. Daria) — американский мультипликационный телесериал, оригинально транслировавшийся по MTV с 1997 по 2002 год. Был придуман Гленом Эйхлером и Сьюзи Льюис Линн. Сериал появился как ответвление другого сериала MTV — «Бивис и Баттхед», в котором персонаж Дарья являлась второстепенным.

## История
Впервые Дарья появилась как эпизодический персонаж в мультфильме «Бивис и Баттхед», где она своим интеллектом и занудством создавала контраст с двумя главными героями. Считается, что именно общение с ними придало Дарье некоторую суровость. Во время финального сезона «Бивиса и Баттхеда» в 1997 году MTV обратилось к сценаристу Гленну Эйхлеру, создателю персонажа Дарьи, с предложением сделать о ней самостоятельный сериал.
Короткий пилотный эпизод «Запечатано пинком» (англ. Sealed with a Kick) был создан Гленном Эйхлером и сотрудником шоу «Бивис и Баттхед» Сьюзи Льюис. MTV дало сериалу зелёный свет, а Эйхлер и Льюис стали его исполнительными продюсерами.
Первый эпизод под названием «Самоценители» (англ. Esteemsters) был показан 3 марта 1997 года (примерно за девять месяцев до завершения «Бивиса и Баттхеда»). Теперь, получив главную роль, Дарья ещё более развила свой циничный и резкий характер.
Кроме самой Дарьи никакие другие герои «Бивиса и Баттхеда» не появлялись в сериале. Гленн Эйхлер в одном из интервью сказал, что Бивис и Баттхед были очень сильными персонажами с особым юмором и их появление в «Дарье», где авторы хотели развить героев с совершенно другим юмором, могло вызвать отрицательную реакцию у зрителей.

## Сюжет
Большинство серий «Дарьи» имеют независимый сюжет, основанный на ситуациях, в которые попадает циничная, культивирующая свою непохожесть на остальных занудная отличница, живущая в типичном провинциальном американском городе. Сериал начинается с показа школьных будней Дарьи и заканчивается её поступлением в колледж. Для усиления комического эффекта повседневная американская жизнь сознательно искажена. Лондейл — город, в котором живёт Дарья, населён всевозможными стереотипными персонажами, что всячески остроумно подчёркивается самой Дарьей. Дарья и её единственная школьная подруга, талантливая художница Джейн Лейн, обмениваются мнениями о популярных и модных увлечениях сверстников, а также решают проблемы социализации, нахождения своего места в мире.
В первых сезонах Дарья влюблена в старшего брата Джейн Трента, музыканта, её чувства остаются невысказанными. В 13 серии 3 сезона Дарья убеждается в лени и безответственности Трента и намёками они признают свою несовместимость. Отношения между героями меняются в 4 сезоне, когда Джейн начинает встречаться с Томом Слоаном, юношей из одной из самых богатых и влиятельных семей в городе. Сначала Дарья была настроена резко против Тома, однако со временем они начали сближаться, в то время как отношения Тома и Джейн ухудшались. Эмоциональные и комичные взаимоотношения Дарьи, Джейн и Тома стали одной из основных сюжетных линий оставшейся части сериала.

## Персонажи
В «Дарье» довольно большое количество персонажей, основные перечислены ниже:
- Дарья Моргендорффер (англ. Daria Morgendorffer) — главная героиня.
- Квин Моргендорффер (англ. Quinn Morgendorffer) — младшая сестра Дарьи, вице-президент Модного клуба.
- Джейк Моргендорффер (англ. Jake Morgendorffer) — отец Дарьи и Квин, неудачливый бизнес-консультант.
- Хелен Моргендорффер (англ. Helen Morgendorffer) — мать Дарьи и Квин, сверхзанятый юрист.
- Джейн Лейн (англ. Jane Lane) — одноклассница и лучшая подруга Дарьи, талантливая художница.
- Трент Лейн (англ. Trent Lane) — брат Джейн, музыкант, лентяй, в которого Дарья была влюблена на протяжении первых трёх сезонов.
- Аманда Лейн (англ. Amanda Lane) — мать семейства Лейнов, сторонница свободного воспитания.
- Винсент Лейн (англ. Vincent Lane) — отец семейства Лейнов.
- Винд, Пенни, Саммер Лейн (англ. Wind, Penny, Summer Lane) — братья и сёстры Джейн.
- Джоди Лэндон (англ. Jodie Landon) — одноклассница главной героини, отличница, староста, активистка, «образцовый афроамериканский подросток».
- Бритни Тейлор (англ. Brittany Taylor) — одноклассница главной героини, лидер группы поддержки, стереотип «глупой блондинки».
- Кевин Томпсон (англ. Kevin Thompson) — одноклассник главной героини, игрок в американский футбол, парень Бритни, стереотип «глупого спортсмена».
- Мак Маккензи (англ. Mack Mackenzie) — одноклассник главной героини, капитан школьной команды и товарищ Кевина, друг Джоди Лэндон.
- Сэнди Гриффин (англ. Sandi Griffin) — одноклассница Квин, президент Модного клуба, конкурирующая с вице-президентом Квин за популярность.
- Тиффани Блюмдеклер, Стейси Роу (англ. Tiffany Blumdeckler, Stayci Row) — одноклассницы Квин, члены Модного клуба.
- Том Слоан (англ. Tom Sloane) — друг Дарьи с конца четвёртого по последний сезон, умный парень из богатой и влиятельной семьи, с которым Дарья решила расстаться в конце сериала, при поступлении в колледж.

## Серии
| Сезон          | Серии          | Серии          | Даты показа       | Даты показа       |
| Сезон          | Серии          | Серии          | Первая серия      | Последняя серия   |
| -------------- | -------------- | -------------- | ----------------- | ----------------- |
| Пилотная серия | Пилотная серия | Пилотная серия | серия не показана | серия не показана |
| 1              | 13             | 13             | 3 марта 1997      | 21 июля 1997      |
| 2              | 13             | 13             | 16 февраля 1998   | 3 августа 1998    |
| 3              | 13             | 13             | 17 февраля 1999   | 18 августа 1999   |
| 4              | 13             | 13             | 25 февраля 2000   | 2 августа 2000    |
| 5              | 13             | 13             | 19 февраля 2001   | 25 июня 2001      |
| Фильмы         | 2              | 2              | 27 августа 2000   | 21 января 2002    |

Сериал состоит из пяти сезонов по 13 серий в каждом, а также двух полнометражных мультфильмов. Первый из них, «А скоро осень?» (англ. Is It Fall Yet?), вышел в эфир в 2000 году и описывает переходные события между четвёртым и пятым сезоном. Второй полнометражный фильм под названием «А скоро колледж?» (англ. Is It College Yet?) был создан по настоянию Гленна Эйхлера вместо планировавшегося руководством МТВ шестого сезона и, выйдя в январе 2002-го, стал финалом сериала.
Пятиминутный пилотный эпизод под названием «Запечатано пинком» (англ. Sealed with a Kick) не вошёл в сериал ни в какой своей части. Он был сделан авторами с использованием минимальных средств, фактически представляя собой озвученную чёрно-белую раскадровку и не предназначался для широкого показа.

## Современность в сериале
Одна из задач сериала — показать стереотипы поп-культуры. Для этого Дарья с её цинизмом, антисоциальностью и подчёркнутой интеллектуальностью противопоставляется типичным подросткам своего поколения.
В Дарье высмеиваются такие аспекты современной культуры, как проблемы самовосприятия и моды, преимущество спорта перед наукой и творчеством, конформизм поколения Дарьи. Например «Модный клуб» — школьное общество, состоящее из четырёх одержимых только модой и своей популярностью школьниц.
Дарья часто смотрит по телевидению шоу «Больной безумный мир» (англ. Sick, Sad World), которое является пародией на современные сенсационные программы о странном, извращённом и сверхъестественном. Почти всегда само шоу не показывают, только заставку к нему, а потом кто-нибудь берёт пульт и выключает телевизор. Сами рекламные заставки этого шоу переполнены абсурдом, гиперболой и оксюмороном.
Одна из пародий связана с гранж-группой Трента, брата Джейн, «Мистическая спираль» (англ. Mystik Spiral). Группа часто выступает на различных мероприятиях, и её участники искренне надеются, что их кто-нибудь «заметит», хотя у них нет никаких оснований для подобных надежд. Одна из повторяющихся шуток, связанных с «Мистической спиралью», заключается в том, что автор текстов Трент — откровенно плохой поэт. Другая шутка связана с названием группы: Трент постоянно упоминает о том, что хотел бы переименовать группу. Безразличный к изменениям Трент — стереотипный представитель поколения X. На протяжении многих серий Дарья испытывала к нему привязанность.
Что касается названий серий, то это почти всегда каламбуры на известные фразы («pinch hitter/Pinch Sitter» (pinch hitter — игрок замены в бейсболе, Pinch Sitter — замена няни) или аллюзии к названиям фильмов, книг или музыкальных групп.
В конце каждой серии, когда идут финальные титры, можно увидеть героев сериала, изображённых в роли других персонажей. Начиная с Тиффани в качестве покемона и заканчивая постоянными поклонниками Квин — Джоуи, Джеффи и Джеми в роли трёх главных героев фильма О, где же ты, брат? или Джейн как Статуя Свободы.

## Книги
По мотивам сериала в 1998 году сценаристами сериала были написаны две иллюстрированные книги. Написанное в этих книгах была учтено при создании последующих сезонов проекта:
- англ. The Daria Diaries by Anne Bernstein; MTV, 1998 — ISBN 0-671-01709-8 / рус. Анна Бернштейн. Дневники Дарьи
- англ. The Daria Database by Peggy Nicoll; MTV, 1998 — ISBN 0-671-02596-1 / рус. Пегги Николь. База данных Дарьи

## Игры
По мотивам сериала существуют две компьютерные игры:
- 1999 — Daria's Sick, Sad Life Planner
- 2000 — Daria's Inferno